# 名古屋市立神丘中学校
名古屋市立神丘中学校（なごやしりつ かみおかちゅうがっこう）は、名古屋市名東区神丘町にある公立中学校。

## 歴史

### 沿革
- 1961年（昭和36年）4月 - 名古屋市立城山中学校より分離し、名古屋市立神丘中学校として独立[1]。
- 1962年（昭和37年）4月 - 名古屋市立星ヶ丘小学校および名古屋市立高針小学校創立に伴い、両学区を通学区域に編入する[1]。
- 1973年（昭和48年）4月 - 分校を設立[1]。
- 1974年（昭和49年）4月 - 名古屋市立高針台中学校を分離する[1]。
- 1991年（平成3年）4月 - 名古屋市立東星中学校を分離する[1]。

### 生徒数の変遷
『愛知県小中学校誌』（2018年）によると、生徒数の変遷は以下の通りである。
| 1961年（昭和36年） | 412人  |  |
| 1967年（昭和42年） | 684人  |  |
| 1977年（昭和52年） | 1291人 |  |
| 1987年（昭和62年） | 1496人 |  |
| 1997年（平成9年）  | 877人  |  |
| 2007年（平成19年） | 749人  |  |
| 2017年（平成29年） | 976人  |  |

## 通学区域
名古屋市立西山小学校および名古屋市立名東小学校の両学区を通学区域としている。

## 周辺施設
- 名古屋市立菊里高等学校
- 愛知県立愛知総合工科高等学校
- 名古屋市立東星中学校
- 東山動植物園
- 名古屋市営地下鉄東山線・星ヶ丘駅

## 著名な出身者
- 岩城正光（弁護士、元名古屋市副市長）
- 重田園江（政治学者）
- かとうかず子（女優）
- 加藤美善（元スピードスケート選手）
- 佐藤かよ（タレント）
- 中村通代（元アイドル）